# Пац, Константин Владислав
Константин Владислав Пац (1620—1686) — государственный и военный деятель Великого княжества Литовского, полковник литовских войск, хорунжий надворный литовский (1658—1686), староста васильковский.

## Биография
Представитель литовского магнатского рода Пацов герба «Гоздава». Единственный сын Александра Паца (ум. после 1634) и княжны Софии Константиновны Головчинской, внук воеводы минского Яна Паца (ок. 1550—1610).
В 1658 году Константин Владислав Пац был назначен хорунжим надворным литовским.
Был женат на Александре Лисовской (ум. после 1689), от брака с которой имел двух сыновей:
- Михаил Казимир Пац (ум. 1724), каштелян полоцкий (1697), староста васильковский
- Николай Анджей Пац (ум. ок. 1710), староста ковенский, варецкий, вилковский и вилейский.